# Lucie Robert-Diessel
Lucie Robert-Diessel (* 3. Oktober 1936 in Rennes; † 25. August 2019 in Paris) war eine französische Komponistin und Pianistin.

## Werdegang
Diessel begann ihre Ausbildung im Alter von zwölf Jahren am Konservatorium ihrer Heimatstadt. Sie studierte dann am Conservatoire de Paris, wo sie in sieben Fächern erste Preise erhielt und gewann 1965 gemeinsam mit Thérèse Brenet den Premier Grand Prix de Rome.
Nach dem mit dem Preis verbundenen dreijährigen Aufenthalt in der Villa Medici in Rom unterrichtete Robert-Diessel von 1972 bis 2001  Harmonielehre, Musiktheorie und Klavier am Conservatoire de Paris. Daneben trat sie als Pianistin in ganz Europa, den USA, Kanada und Japan auf und spielte zahlreiche Rundfunkaufnahmen für die BBC, RAI, den WDR und das Schweizer Radio DRS ein.
Sie komponierte Werke für Klavier, Kammermusik, Lieder, Chor- und Orchesterwerke, zudem mehr als zwanzig Stücke für Saxophon solo, Saxophon und Klavier, Saxophonensembles sowie Saxophon und andere Instrumente, darunter ein Doppelkonzert für Saxophon, Klavier und Orchester. 2002 entstand Dialogue Sinfonique, ein Konzert für Saxophon und Streichquintett, Holzbläserquintett, Klavier und Pauken, das im Folgejahr von Steven Jordheim uraufgeführt wurde.